# Beaupréau-en-Mauges
Beaupréau-en-Mauges – gmina we Francji, w regionie Kraj Loary, w departamencie Maine i Loara. W 2013 roku liczba ludności wynosiła 22 485 mieszkańców. 
Gmina została utworzona 15 grudnia 2015 roku z połączenia 10 ówczesnych gmin: Andrezé, Beaupréau, La Chapelle-du-Genêt, Gesté, Jallais, La Jubaudière, Le Pin-en-Mauges, La Poitevinière, Saint-Philbert-en-Mauges oraz Villedieu-la-Blouère. Siedzibą gminy została miejscowość Beaupréau.